# Zhang He
Dans ce nom chinois, le nom de famille, Zhang, précède le nom personnel.
Pour les articles homonymes, voir Zhang.
Zhang He (167- Été 231), était un général militaire distingué, employé par le puissant seigneur de guerre Cao Cao lors de la fin de la dynastie des Han de l'Est et de l'ère des Trois Royaumes de la Chine. Il a commencé sa carrière militaire lorsque la rébellion des Turbans jaunes éclata en 184 et par la suite servi sous Han Fu et Yuan Shao, il combattit Cao Cao sous les ordres de Yuan Shao à Guan Du. 
Après la défaite de Yuan Shao à Guan Du, il fut acculé dans une voie sans issue par de fausses accusations portées contre lui par Guo Tu. Il se mit alors au service de Cao Cao et du Wei et combattit essentiellement les forces Shu. Il a participé à de nombreuses campagnes, notamment celles contre Yuan Tan, Zhang Lu, Ma Chao, et Liu Bei. Ses compétences furent reconnues par Zhuge Liang. Après la mort de Cao Cao en 220, l'activité principale de Zhang He consistait à défendre le Wei contre les expéditions du Nord dirigées par le Premier Ministre Zhuge Liang du royaume de Shu.
En 231, il tomba dans des embuscades tendues par Zhuge Liang et ses forces, il reçut une flèche qui lui coûta la vie.
Célèbre pour son ingéniosité que même Zhuge Liang redoutait, il est l'un des Cinq Grands Généraux du Wei, avec Xu Huang, Yu Jin, Yue Jin et Zhang Liao.
Il était connu pour être d'une grande beauté.

## Biographie

### Début de carrière
Après la Révolte des Turbans Jaunes qui éclata en 184, Zhang He a rejoint l'armée des volontaires de Han Fu, gouverneur de Jizhou (冀州, aujourd'hui le sud de Hebei) pour réprimer la rébellion. Il a été nommé commandant de l'armée d'un classement intermédiaire. Bien que la rébellion ait été matée rapidement, elle a conduit à l'épanouissement de nombreuses armées régionales sous le contrôle de seigneurs de guerre. 
Après la mort de l'Empereur Ling en 189, un seigneur de guerre nommé Dong Zhuo usurpa le pouvoir. Les Chefs de guerre de l'Est de la Chine ont formé une coalition contre Dong Zhuo en 190. La tentative n'a pas réussi, mais déclenche une série de guerres civiles massives entre les chefs de guerre eux-mêmes.
En 191, quand Han Fu fait face à des menaces militaires des chefs de guerre rivaux comme Gongsun Zan, qui était basé à Youzhou (幽州, aujourd'hui le nord du Hebei), il décida de retourner auprès son allié Yuan Shao. Zhang He et ses troupes, passèrent sous le commandement du nouveau seigneur. Yuan Shao promut Zhang He à un rang de haut poste, celui de commandant et le chargea de défendre les frontières contre Gongsun Zan. Après avoir réussi à déjouer Gongsun Zan, Zhang He a en outre été promu à un poste général.

### Défection de Cao Cao
En 199, Yuan Shao vainquit Gongsun Zan à la décisive bataille de Yijing et prit le contrôle des quatre régions du nord du fleuve Jaune. 
Il a ensuite tourné son attention vers Cao Cao, un chef de guerre monté en puissance, juste au sud de la rivière. À l'automne de l'année suivante, les deux parties se sont affrontées à Guan Du. Yuan Shao avait son approvisionnement alimentaire entreposé à Wuchao, gardé par Chunyu Qiong. Zhang He indiqua à Yuan Shao qu'il fallait renforcer la défense à Wuchao car celui-ci pensait à juste titre que Cao Cao chercherait à saisir l'approvisionnement alimentaire. En fin de compte, Yuan Shao écouta finalement son conseiller Guo Tu, qui suggéra de concentrer les forces sur le camp de base de Cao Cao si celui-ci décida d'attaquer Wuchao.
Ce qu'avait prévu Zhang He arriva, Cao Cao fit attaquer Wuchao sous le couvert de la nuit. L'approvisionnement alimentaire a été perdu et l'immense armée de Yuan Shao s'est effondrée. L'embarras de Guo Tu le poussa à calomnier Zhang He devant Yuan Shao, accusant le général de se complaire dans la défaite. Pris de panique, Zhang He décida alors de se joindre à Cao Cao avec un collègue, Gao Lan. Cao Cao ne pouvait en être que très heureux.

### Sans l'aide de Xiahou Yuan
Depuis, Zhang He a participé à de nombreuses campagnes menées par Cao Cao, y compris une campagne du Nord contre les héritiers de Yuan Shao, une campagne de défense contre Ma Chao et Han Sui, et l'offensive sur Zhang Lu dans Hanzhong. 
Pour ses réalisations Zhang He a été promu général qui écrase les rebelles (荡寇将军) en 215 et déploie avec Xiahou Yuan la défense de la grande région de Hanzhong contre les invasions de Liu Bei. 
En 219, Xiahou Yuan a été tué dans la bataille du mont Ding Jun par Huang Zhong et Zhang He se retira à Yangping. Guo Huai, l’adjoint de Xiahou Yuan jeta son poids sur Zhang He, qui prit ensuite la fin du commandement général des troupes. Selon une brève histoire de Wei (魏略) par Yu Huan, bien que Xiahou Yuan était le général commandant de la force de défense de Hanzhong, Liu Bei était vraiment plus préoccupé par Zhang He. Il aurait exprimé sa déception que ce soit Xiahou Yuan qui mourut dans la bataille au lieu de Zhang He tellement Liu Bei le craignait.
Lorsque Cao Cao reçut des nouvelles de la mort Xiahou Yuan, il est venu personnellement à Hanzhong pour mener une contre-attaque contre l'ennemi. Liu Bei a tenu sa position dans le relief montagneux et refusa de s'engager dans des batailles. Cao Cao a été contraint de se retirer à Chang'an deux mois plus tard, en cédant la position stratégique de Hanzhong. Zhang He resta alors en position avec ses troupes à Chencang (陈仓) pour empêcher d'autres incursions des troupes de Liu Bei.
Zhang He est souvent associé à sa défaite contre Zhang Fei en tentant de conquérir Dangqu. Toutefois, après la défaite, il fut promu par Cao Cao comme général qui vainc les Bandits - peut-être parce que, pendant sa campagne, il a su conquérir autant le Baxi et les commanderies Badong.

### Plus tard dans sa vie
Après la mort de Cao Cao en 220, son successeur Cao Pi promut Zhang He au titre de général de la gauche (左将军). Quelques mois plus tard, Cao Pi fit abdiquer l'Empereur Xian et se déclara premier empereur de Cao Wei. Zhang He a ensuite été inféodé comme marquis de Mao. En 221, il a été envoyé avec Cao Zhen pour soumettre les Hu Lushui (卢水胡) et l'Est sur les frontières occidentales de la Chine, Cao Pi en sortira victorieux. Après une audience avec l'empereur dans la capitale Xuchang, Zhang He, Cao Zhen et Xiahou Shang ont été déployés au sud en 222 pour prendre Jiangling, qui était sous le contrôle du royaume de Wu. Bien que les attaques initiales ont été réussies, une évasion d'épidémie contraint les envahisseurs à se retirer.
Lorsque Cao Pi mourut en 226, il fut remplacé par Cao Rui. Zhang He a maintenu sa position dans le sud pour se défendre contre le royaume de Wu. Lorsque Zhuge Liang du Royaume de Shu lança ses expéditions du Nord contre le royaume de Wei en 227, Zhang He a été rappelé à son ancien champ de bataille à l'ouest de Chang'an à repousser l'attaque. L'année suivante, Zhang He marqua une victoire éclatante contre Ma Su en l'encerclant à la bataille de Jie Ting. Zhuge Liang a été contraint de se retirer à Hanzhong et, à contrecœur, de faire exécuter Ma Su pour sa responsabilité dans la perte de la position stratégique. Zhang He a aussi pacifié les commanderies de Nan'an, Tianshui et Anding, qui ont été remises à Zhuge Liang lors des attaques initiales.
Zhang He a ensuite été envoyé pour aider Sima Yi. Pendant ce temps, Zhuge Liang a lancé la deuxième de ses expéditions et a attaqué Chencang. Zhang He a de nouveau été envoyé à la rescousse. Il a correctement prédit que l'ennemi se retirerait avant même d'arriver en raison de la pénurie de l'approvisionnement alimentaire. Il fut rappelé à la capitale et promu au grade de général de chars et de cavalerie qui font les campagnes de l'Ouest (征西车骑将军).

### Mort
En 231, Zhuge Liang a lancé la quatrième de ses expéditions. Zhang He a été envoyé pour aider Sima Yi à repousser l'attaque. Après les victoires initiales, l'armée de Zhuge Liang à nouveau à court d'approvisionnement a dû battre en retraite. Sima Yi a ensuite ordonné à Zhang He de le poursuivre, malgré les avertissements de Zhang He de l'embuscade possible. Zhang He avait encore une fois, malheureusement vu juste, il y avait en effet une embuscade tendue par les arbalétriers, lui et ses troupes sont entrés dans une gorge étroite nommé Moumen Trail (木门道). Une flèche l'a frappé au genou droit et il est mort sur le champ de bataille à l'âge de 64 ans. Il a été à titre posthume intitulé Marquis Zhuang (壮侯), qui signifie littéralement le marquis robuste.